# Йован Васков
Йован (Йоан, Иван) Васков е български свещеник и учител, деец на Българското възраждане в Македония.

## Биография
Председател е на Българската православна община в Кукуш, сподвижник на Нако Станишев по времето, когато кукушани, предвождани от Станишев, водят борба за българска църковна независимост, успяват да изгонят гръцкия владика и първи сред българските градове да се сдобият с православен български владика.
Освен с дейността си в църквата поп Йован преподава в девическото училище в Кукуш. Когато това училище е открито през 1864 година и няма учителка, той временно поема дейността до идването през 1866 година на поканената Елисавета Миладинова, а след разболяването ѝ отново поема училището.